# Harta (Polen)
Harta is een plaats in het Poolse district  Rzeszowski, woiwodschap Subkarpaten. De plaats maakt deel uit van de gemeente Dynów en telt 2179 inwoners.